# Marko Heysen
Marko Heysen (Iquitos, 1968) es un músico, cantante, compositor, cantautor, profesor y filántopo peruano, considerado uno de los más influyentes y reconocidos músicos del rock amazónico peruano además de ser considerado un icono en la cultura popular de su ciudad de origen.
Obtuvo reconocimiento internacional gracias al ser un artista constante del Festival Internacional de la Canción de Indiana, y ser el vocalista de la banda Década una de las bandas más influyentes del mundo amazónico. Su camino como solista comenzó por los años 2011 siendo conocido con el alias de «Marko Heysen».

## Historia
Nació en Iquitos el año de 1968 y sus primeros años de vida lo vivió en aquella ciudad, descubrió su amor por la música en su pubertad cantando en los concursos escolares y posteriormente de la universidad, en 1997 terminó sus estudios en la escuela superior De formación artística Lorenzo Lujan Darjon. Formó parte de la banda de rock Década y años se disolvieron; Heysen volvió como solista y fue invitado al Festival de la Canción de Indiana por las autoridades locales debido a su popularidad alcanza, Heysen se convirtió en el icono e imagen de dicho evento hasta su internacionalización.